# Новосёлка (Кременецкий район)
Новосёлка (укр. Новосілка) — село в Шумской городской общине Кременецкого района Тернопольской области Украины.
До 2020 года входило в Шумский район.
Население по переписи 2001 года составляло 94 человека. Почтовый индекс — 47150. Телефонный код — 3558.